# Château de Fauga
Le château de Fauga, ou château du Fauga, est un château français situé dans la commune de Port-Sainte-Foy-et-Ponchapt, dans le département de la Dordogne.
Il fait l’objet d’une protection au titre des monuments historiques.

## Description
Le château se trouve à la lisière du Fleix, dans l'ancienne paroisse de la Rouquette.
En vieux français, « Fauga » signifie fougère. Sur le linteau de la principale porte d'entrée est sculptée une feuille de cette plante.
Le château comporte un corps central flanqué de deux ailes, et une tour circulaire coiffée d'un dôme de pierre. Il fait aujourd'hui partie d'une propriété viticole.
Un second édifice, situé sur le bord de la route à 435 mètres à vol d'oiseau, porte également le nom de château de Fauga. De style quelque peu colonial et de couleur ocre, il s'agit plus d'une grosse demeure que d'un château.

## Historique
Après la révocation de l'édit de Nantes en 1685, les abords du château sont un lieu de rassemblement prisé des protestants, alors persécutés (cf. l'article « temple protestant de Sainte-Foy-la-Grande »). On appelle ces réunions les « assemblées du désert ». Celle du 21 février 1745 est l'une des plus connues,.
Au début du XVIIIe siècle, le château est la propriété de la famille La Coste du Barry. En 1730, l'unique héritière, Marguerite de La Coste du Barry, épouse Thimothée de Mélet, seigneur de Laubesc. Leur fils Henry Raymond en hérite ensuite. Les propriétaires suivants sont la famille Josselin en 1820, puis le marquis Charles de Barbezières en 1869. En 1882 est créée sur une partie du domaine la colonie agricole et pénitentiaire des Bardoulets, que dirige le pasteur Paul Ferdinand Martin. Suivent comme propriétaires l'ambassadeur Jean Morize en 1935 puis la famille de Bethmann en 1986.
Le château fait l’objet d’une inscription au titre des monuments historiques depuis le 22 novembre 1989 pour ses façades et toitures, ainsi que pour le « porche d'entrée entourant la cour centrale en terrasse avec son mur de soutènement ».

## Galerie

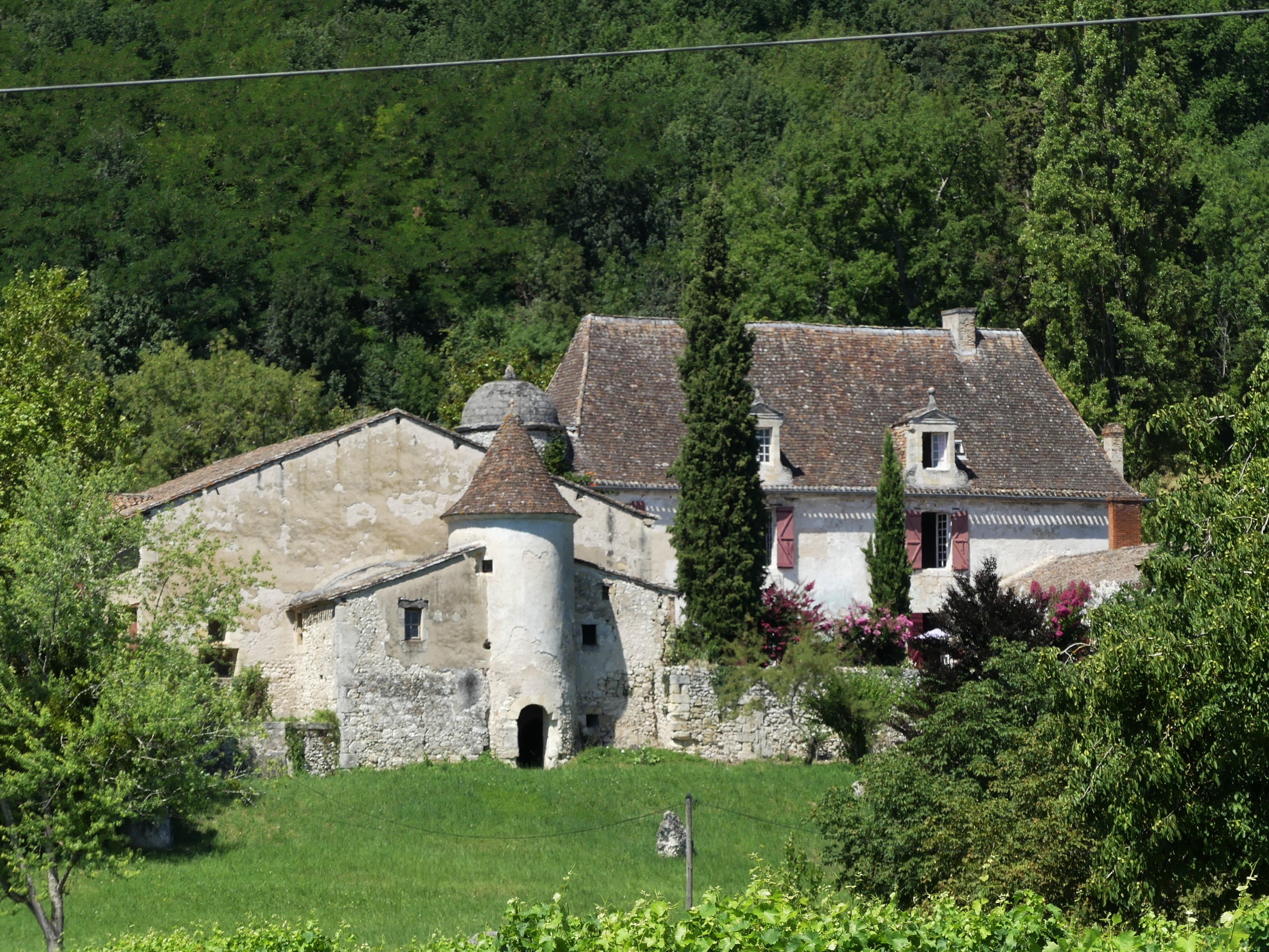
Le château.
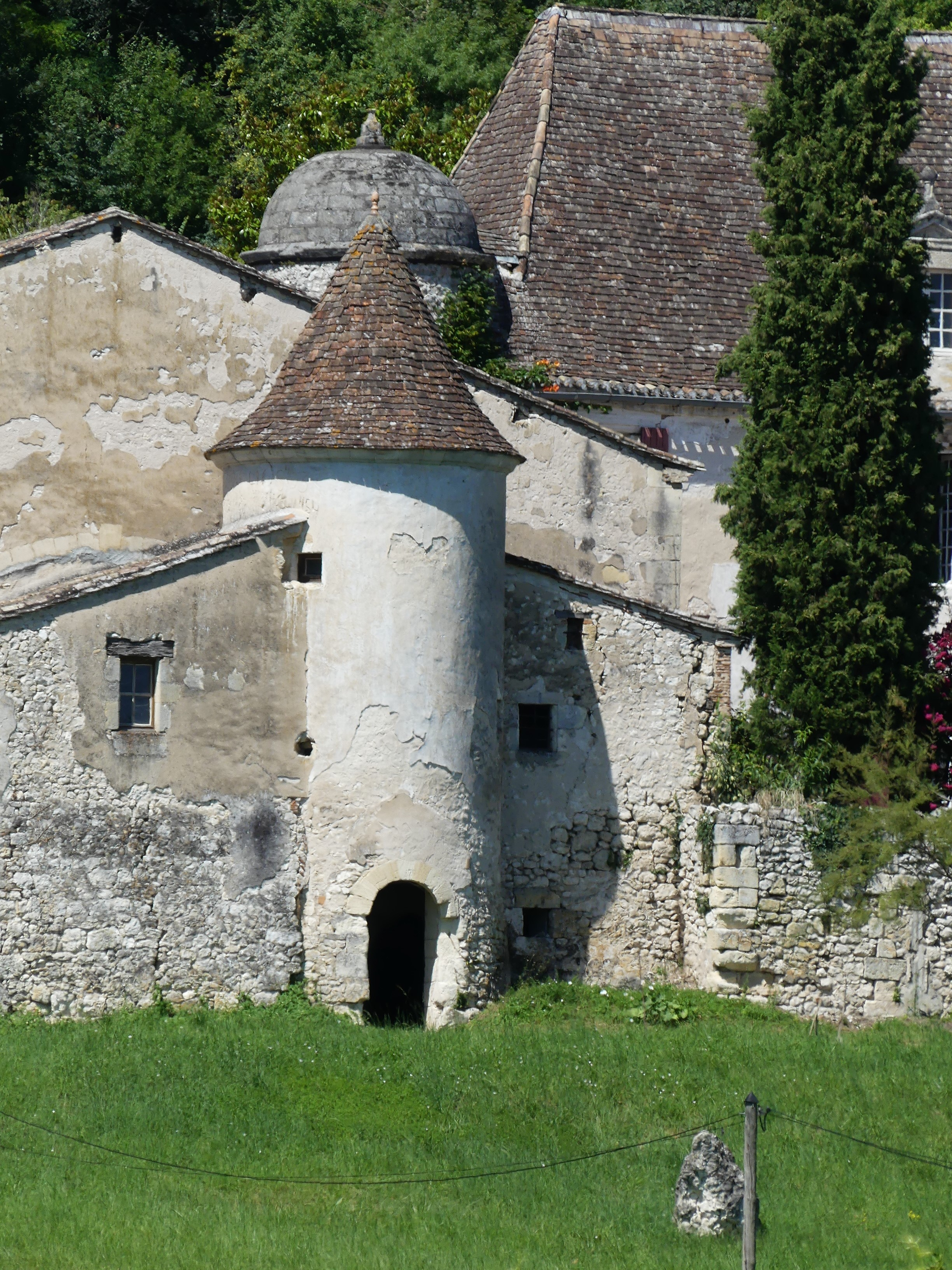
Les tours.
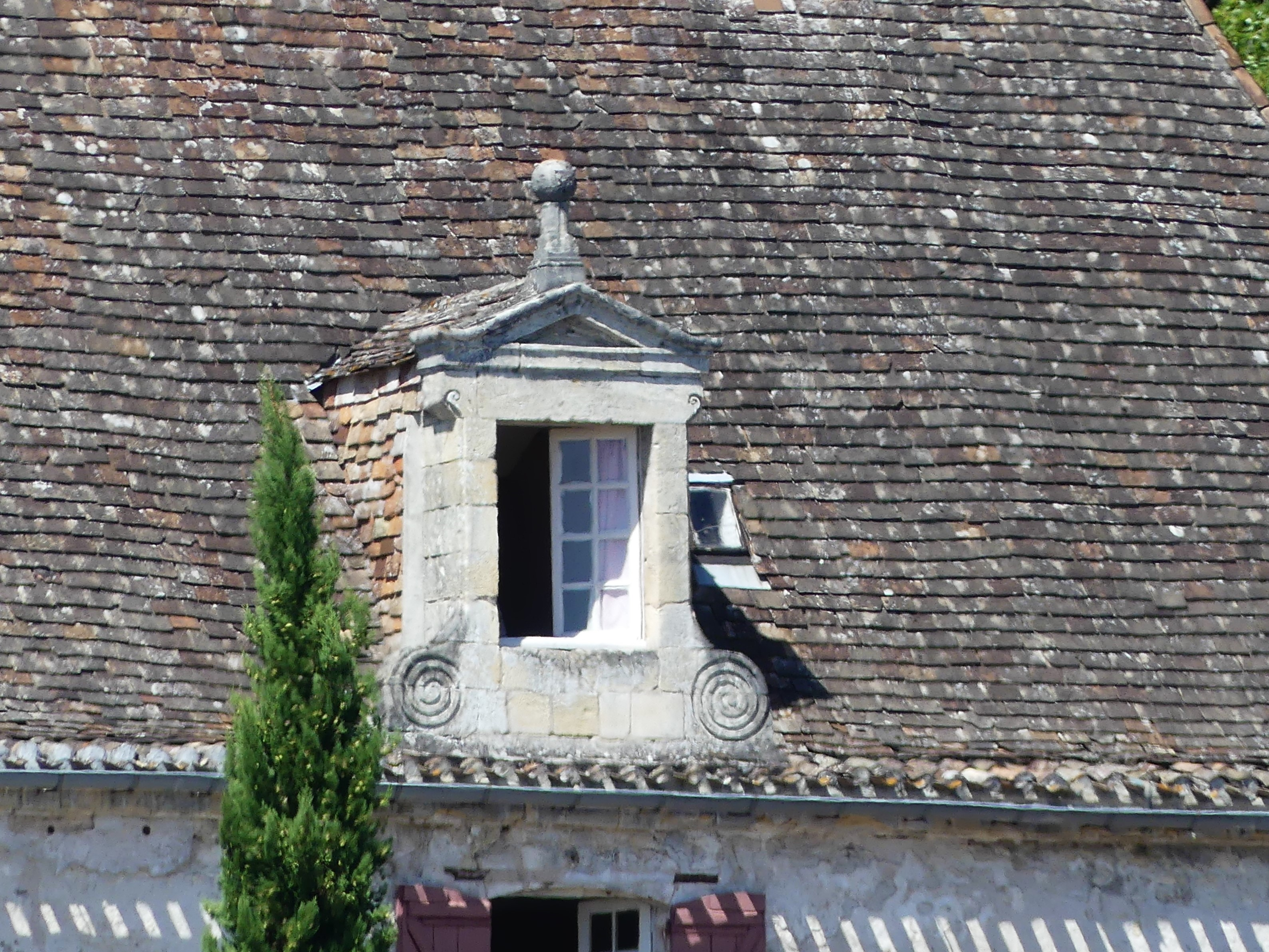
Une lucarne.